# 巴伦西亚地区共产党
巴伦西亚地区共产党（巴伦西亚语：Partit Comunista del País Valencià，缩写为PCPV）是西班牙共产党在巴伦西亚自治区的分支。该党成立于1976年。它的意识形态是共产主义、马克思主义。它的政治立场是左翼。